# Francesco Favi
Francesco Raimondo Favi (Firenze, 6 luglio 1749 – Firenze, 29 aprile 1823) è stato un diplomatico e mecenate italiano del XIX secolo, al servizio della Repubblica di Ragusa e del Granducato di Toscana.
Sappiamo che fu in rapporto col granduca di Toscana Ferdinando III (1769-1824). Acquistò a Parigi, su richiesta di Giovanni Fabbroni (1752-1822), un metro campione costruito da Jean Baptiste Ferat nel 1798, oggi conservato presso il Museo Galileo di Firenze.

## Opere
- Francesco Favi, Parigi-Firenze 1789-1794. I dispacci del residente toscano nella capitale francese al governo granducale, a cura di Zeffiro Ciuffoletti, Firenze, Leo S. Olschki, 1990.